# Ştefan Dimitrescu
Ştefan Dimitrescu (Huși, 18 de janeiro de 1886 — Iași, 22 de maio de 1933) foi um pintor e desenhista pós-impressionista romeno. A maior parte de suas pinturas é inspirada pela vida do povo, especialmente camponeses e mineradores romenos; há uma tentativa de retratar as tradições de vida do país, demonstrando o encontro do pintor com a arte bizantina e com as obras de Paul Cézanne.